# Eschenau (Eckental)
Eschenau ist ein Gemeindeteil des Marktes Eckental im Landkreis Erlangen-Höchstadt (Mittelfranken, Bayern). Die Gemarkung Eschenau hat eine Fläche von 5,346 km². Sie ist in 3086 Flurstücke aufgeteilt, die eine durchschnittliche Flurstücksfläche von 1732,41 m² haben. In ihr liegt neben dem namensgebenden Ort das Gewerbegebiet von Brand und die Brandermühle.

## Geografie
Der ehemalige Markt Eschenau liegt auf einer Höhe von 343 m ü. NHN. Die Ortsmitte befindet sich etwa 400 Meter westlich des Eckentaler Verwaltungszentrums, das am östlichen Ortsrand Eschenaus liegt. Die Anbindung an das öffentliche Straßennetz erfolgt hauptsächlich durch die Bundesstraße 2, die früher direkt durch den Ort hindurchführte, mittlerweile aber in einer nördlich des Ortes verlaufenden Umgehungsstraße am Ortszentrum Eschenaus herumführt.

## Geschichte
Die erste schriftliche Erwähnung von Eschenau fand 1146 mit dem Namen „Esckenuwe“ statt, in weiteren Nennungen wurde der Ort 1199  „Eschenowe“ und 1360 „Eschenaw“ bezeichnet. Namensgebend für die Ortschaft war die Esche, der Name Eschenaus ist dabei als ursprünglicher Auwald erklärbar, der vor der Entstehung des Ortes mit dieser Baumart bewachsen war.
Eschenau wurde gegründet, wo sich zwei mittelalterliche Fernverbindungen kreuzten: die als „Eisenstraße“ bezeichnete Route, die von Forchheim über die Oberpfalz nach Böhmen führte und der von Nürnberg nach Bayreuth führende Handelsweg, dessen Trasse noch weitgehend mit dem Verlauf der Bundesstraße 2 identisch ist.
Die Entstehung des Ortes fand im Umfeld einer Konkurrenzsituation zwischen weltlicher und kirchlicher Macht statt, die sich aus einer zunächst bestehenden Kooperation entwickelt hatte. Die Entstehung dieser komplexen Situation war dadurch entstanden, dass um das Jahr 900 von Südosten her vordringende bairischer Siedler damit begonnen hatten, unter anderem auch in das Tal der Schwabach einzuwandern. Durch die zuvor aus der entgegengesetzten Richtung her erfolgte fränkische Kolonisation war zwar das Tal der Regnitz erschlossen worden, unter anderem mit der Gründung der Pfalz Forchheim. In die Seitentäler des Flusses waren die fränkischen Kolonisten hingegen kaum vorgestoßen, diese blieben daher nur sehr dünn besiedelt. Die in diese Gebiete eindringende bairische Kolonisationswelle entzog nun weite Teile des fränkischen Raums der Herrschaft der Königsmacht. Um diesem n einen Sperrriegel entgegenzusetzen, stattete der fränkische König König Heinrich II.  zu Beginn des 11. Jahrhunderts ostfränkische Reichskirchen mit großzügigen Schenkungen aus dem Forchheimer Pfalzumland aus. Besonders profitierte davon  das Bistum Bamberg, das mit diesen Besitzübertragungen eine erhebliche Ausweitung seiner Territorialherrschaft erreichte.
Einige Jahrzehnte später unternahm König Heinrich III. ab dem Jahr 1039 den Versuch, den kirchlichen Machtzuwachs wenigsten zum Teil  etwas zurückzudrängen. Als wichtigste Maßnahme veranlasste er den Bau einer Burganlage im Bannbezirk des Reichswaldes, um einen Stützpunkt gegen die bambergische Dominanz zu schaffen. Diese Befestigungsanlage wurde zur Keimzelle der späteren Nürnberger Burg, in deren Schutz sich die 1052 zum ersten Mal urkundlich erwähnte Stadt Nürnberg entwickeln konnte. Die Absicherung der nördlich von Nürnberg gelegenen Gebiete übertrug der König unter anderem dem Reichsministerialen Otnand, der in der Pfalz Forchheim residierte. Dieser veranlasste zum großen Missfallen der bambergischen Kirchenmacht die Gründung neuer Siedlungen im Schwabachtal, wie etwa Pettensiedel. Der Bamberger Bischof verstieg sich dabei sogar dazu, Otnand als Pontius Pilatus zu bezeichnen. Otnand wurde zum Ahnherrn der Adelsfamilie von Eschenau, die unter dem Namen „von Eschenowe“ ab dem Jahr 1132 gelegentlich in Urkunden erwähnt wurde und deren Stammsitz Eschenau war. Der Kristallisationskern dieses Sitzes dürfte wohl eine zu dieser Zeit im fränkischen Raum häufig angelegte Motte gewesen sein, eine auf einer künstlich angelegten Erhebung errichtete Turmhügelburg. Die eher seltene urkundliche Erwähnung der adeligen Eschenauer ist darauf zurückzuführen, dass es sich bei deren Besitztümern um allodiale Güter handelte, also freies Eigen. Ein durch Erbfolge entstandener Besitzwechsel musste daher nicht noch einmal urkundlich bestätigt werden. Die Eschenauer Linie dieser Adelsfamilie erlosch später, der noch heute existierende Adelszweig der von Egloffstein sieht den Reichsministerialen Otnand als seinen Stammvater an.

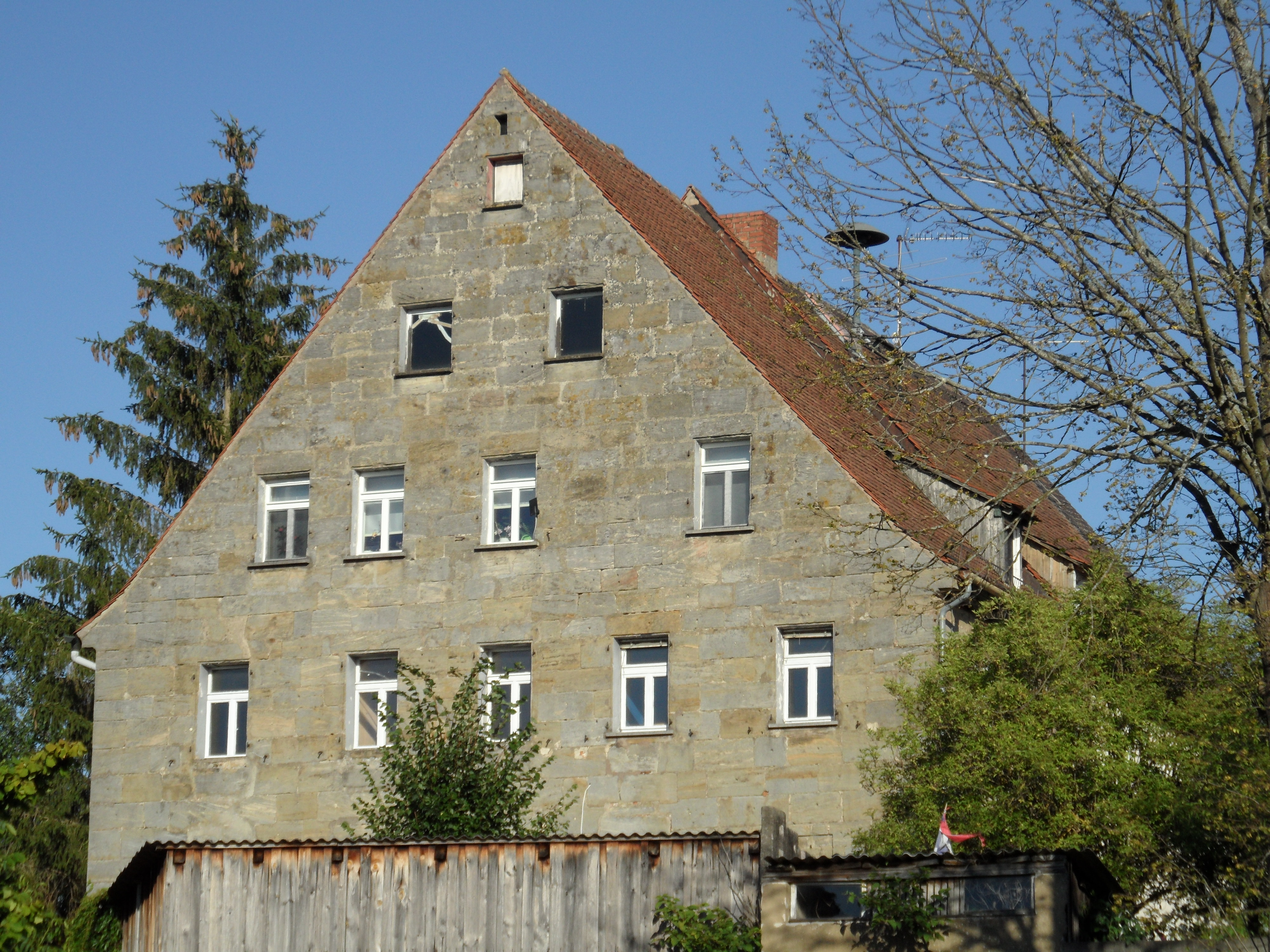
Muffelsches Schloss in Eschenau

In der Folgezeit befand sich gegen Ende des Mittelalters im Besitz der Muffel von Eschenau. Bei dieser Patrizierfamilie handelte es sich um Nürnberger Eigenherren, so dass Eschenau damit der Landeshoheit der Reichsstadt Nürnberg unterstand. Die Muffel bewohnten im Laufe der Jahrhunderte bis 1752 mehrere Herrensitze in Eschenau, wobei sie die Herrschaft von 1379 bis 1503 mit den Haller hälftig teilten.
- 1382–1502 Burg Eschenau, Von-Muffel-Platz 1, 2 (zerstört)
- 1512–1751 Muffelschloss ▲, Von-Muffel-Platz 1 (stark verändert – nur Fragmente vorhanden)
- 1512–1751 Mahlsches Schloss ▲, Von-Muffel-Platz 2 (stark verändert – nur Fragmente vorhanden)
- 1639–1737 Gronesches Schlösschen, Schlosshof 10 (stark verändert)

Als Etappenort auf der nach Bayreuth führenden Fernstraße spielte der Ort eine wichtige Rolle zur Absicherung und Versorgung des östlich von Nürnberg gelegenen Gebietes. Dieses hatte sich die Reichsstadt in Folge ihrer Teilnahme am Landshuter Erbfolgekrieg aneignen können. Die schnellste Verbindung zu den drei nördlichen Pflegämtern Gräfenberg, Hiltpoltstein und Betzenstein war die nach Bayreuth führende Handelsstraße.

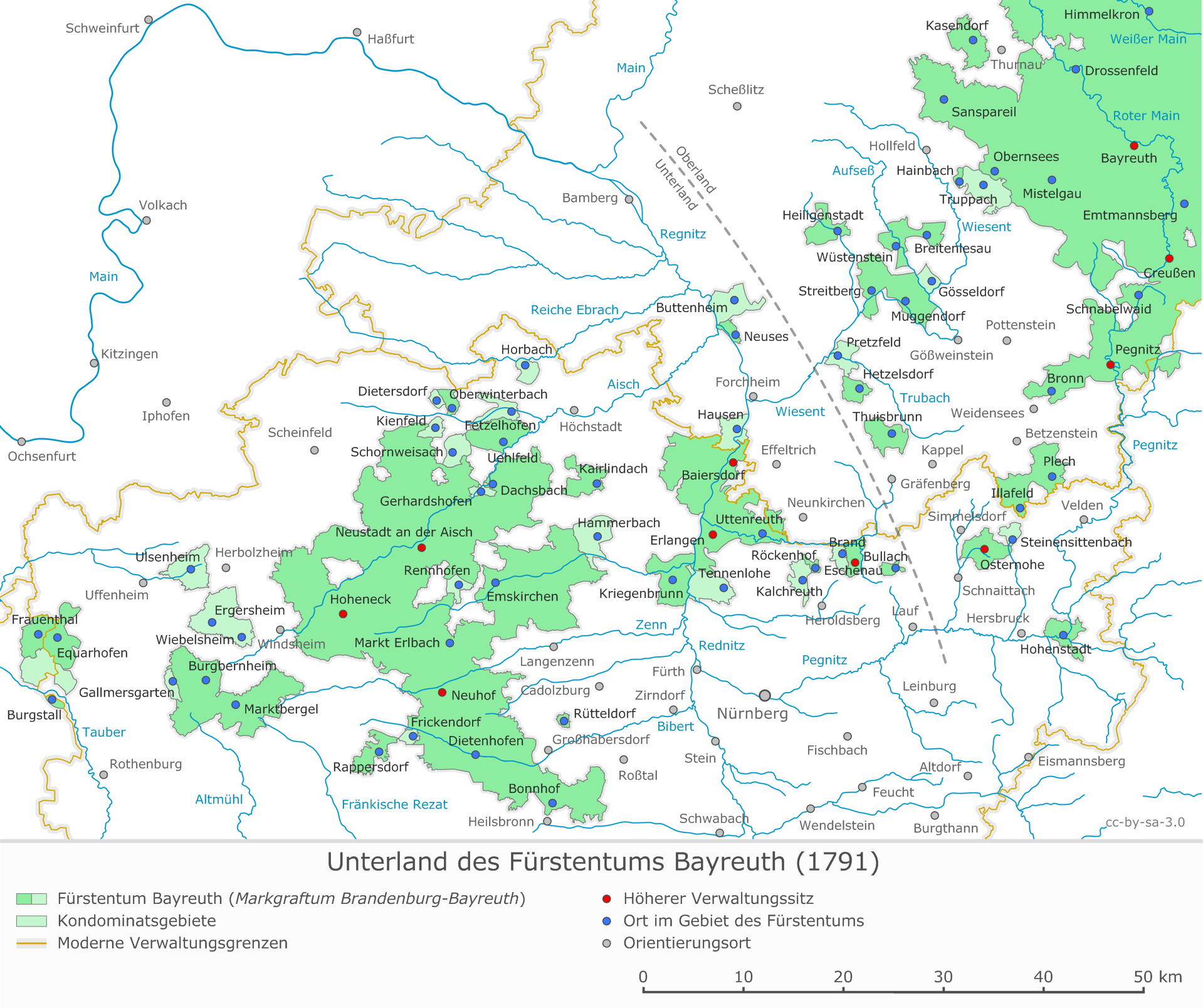
Das Unterland des hohenzollerischen Fürstentums Bayreuth mit dem Oberamt Eschenau an dessen östlicher Peripherie

Daran änderte sich lange Zeit nichts, bis im Jahr 1751 eine Muffelsche Erbengemeinschaft den Ort für 90000 Gulden an das hohenzollerische Markgraftum Brandenburg-Bayreuth verkaufte, wobei den Muffelschen Erben ein lebenslanges Wohnrecht in ihren Eschenauern Schlössern eingeräumt wurde.
Mit dem unerwarteten Verlust Eschenaus hatte die Reichsstadt einen ernsthaften Einbruch in die Geschlossenheit ihres östlichen Landgebietes sowie dem damit verbundenen Verteidigungssystem hinnehmen müssen. Sie versuchte daher alles, um eine offizielle Belehnung Brandenburg-Bayreuths mit Eschenau zu verhindern, was ihr bis zum Ende des Jahrhunderts auch gelang. An den realen Machtverhältnissen vor Ort änderte dies allerdings nichts und das Markgraftum richtete das Oberamt Eschenau ein, das als Exklave nunmehr den östlichsten Eckpfeiler des markgräflich-bayreuthischen Unterlandes bildete. Für die fränkischen Zollern bedeutete die Erwerbung von Eschenau einen großen Schritt auf dem Weg zur Verwirklichung der uralten Vision einer zusammenhängenden Landverbindung zwischen ihrem in Mittelfranken gelegenem Unterland und dem hauptsächlich in Oberfranken gelegenem Oberland. Mit dem an der Straße nach Pegnitz gelegenen Dorf Bronn war der nächstgelegene Vorposten des Oberlandes nur noch 30 Straßenkilometer entfernt. Die Bedeutung der Neuerwerbung  zeigte sich auch daran, dass der Bayreuther Markgraf Friedrich III. Eschenau bereits ein Jahr nach der Inbesitznahme einen Besuch abstattete und den Einwohnern umfangreiche Besitzstandszusagen machte. Für die nächsten vier Jahrzehnte ergaben sich keine gravierenden Änderungen mehr in den territorialen Machtverhältnissen in und um Eschenau. Die wichtigste Änderung fand statt, als 1769 der Bayreuther Zweig der fränkischen Zollern mit dem Tod des Markgrafen Friedrich Christian erlosch. Dessen Erbe trat die verwandte Linie des Ansbacher Zweiges der Zollern an, die die Markgraftümer Brandenburg-Ansbach und Brandenburg-Bayreuth in Personalunion regierte. 1791/1792 verzichtete mit Alexander der letzte Markgraf gegen eine Leibrente auf seine beiden Fürstentümer und übergab sie der in Berlin regierenden Hauptlinie der Hohenzollern. Diese gliederten die beiden Markgraftümer in das preußische Königreich ein und fassten sie als Ansbach-Bayreuth zusammen. Die Verwaltung dieses Territoriums wurde dem in Ansbach sitzenden Gouverneur Karl August von Hardenberg übertragen.
Nach der preußischen Niederlage im Vierten Koalitionskrieg wurde Eschenau  zusammen mit dem gesamten Fürstentum Bayreuth 1807 einer vom französischen Kaiserreich eingesetzten Militärverwaltung unterstellt. Mit dem käuflichen Erwerb dieses Fürstentums im Jahr 1810 durch das Königreich Bayern wurde Eschenau  bayerisch.
Durch die Verwaltungsreformen zu Beginn des 19. Jahrhunderts im Königreich Bayern wurde Eschenau mit dem Zweiten Gemeindeedikt eine Ruralgemeinde, zu der auch die Einöde Brandermühle gehörte. Im Zuge der Gebietsreform in Bayern wurde die lediglich aus einem Ort bestehende Gemeinde Oberschöllenbach am 1. Oktober 1971 in die Gemeinde Eschenau eingegliedert. Die dadurch vergrößerte Gemeinde wurde  am 1. Juli 1972 ein Bestandteil der neu gebildeten Gemeinde Eckental. Im Vorfeld dieser Gemeindebildung hatte das Staatsarchiv die historische Bezeichnung „Eschenau“ als Namensgeber für die neue Kommune vorgeschlagen. Die Einwohner der übrigen Gemeindeteile widersetzten sich diesem Vorschlag, sodass man sich auf einer Bürgerversammlung auf die vom Eckenbach abgeleitete Wortschöpfung Eckental verständigen konnte. Von Eschenau wurde der Titel Markt übertragen. Am östlichen Ortsrand von Eschenau wurde  später das Verwaltungszentrum der neuen Gemeinde errichtet. Am 31. Dezember 2021 zählte der Ort Eschenau 4049 Einwohner.

## Bildung
In Eschenau befindet sich das 1995 gegründete Gymnasium Eckental, das auch von Schülern aus dem Umland genutzt wird. Außerdem gibt es in Eschenau eine Mittelschule und eine Grundschule mit Hort.

## Baudenkmäler

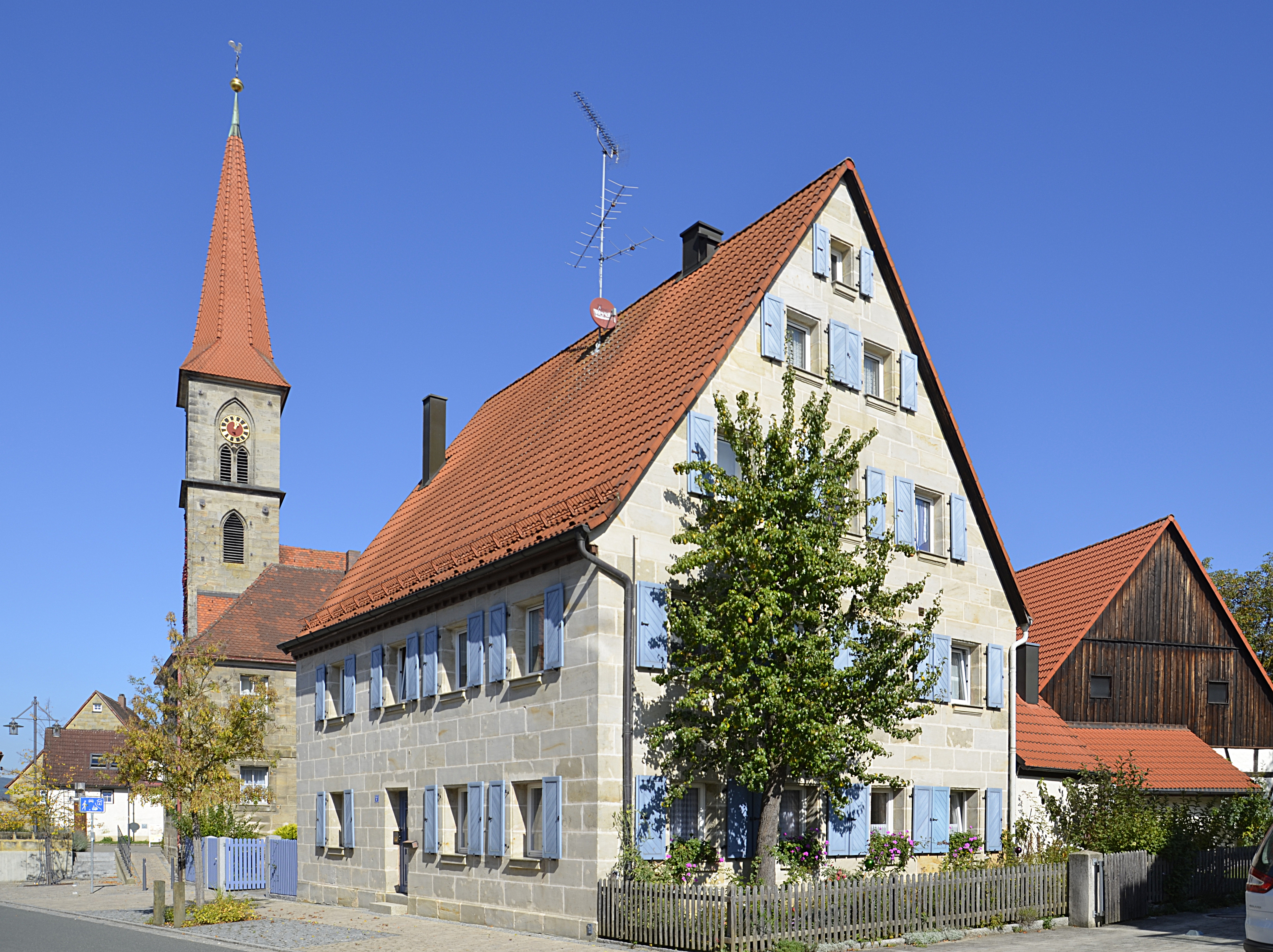
Denkmalgeschütztes Haus in Eschenau

In Eschenau befinden sich mehr als zwei Dutzend Baudenkmäler, darunter ein aus der ersten Hälfte des 19. Jahrhunderts stammendes Wohnhaus, das als zweigeschossiger traufständiger Sandsteinquaderbau ausgeführt ist.

## Persönlichkeiten
- Friedrich Fink (* 1887 in Eschenau; † 1923 in München), Polizei-Oberwachtmeister, durch Putschisten getötet